# Pachyneurinae
Pachyneurinae (лат.) — подсемейство паразитических наездников из семейства Pteromalidae (Chalcidoidea) отряда перепончатокрылые насекомые.

## Описание
Антенна с 12 жгутиками. Мандибулы серповидные. Скапула не выдаётся вперёд за переднеспинку. Аксилла не сильно развита. Аксиллула не увеличена. Маргинальная жилка переднего крыла резко утолщена у парастигмального перелома относительно толщины субмаргинальной жилки. Проподеум с plicae или без них. Петиоль (когда отчётливый) передне-вентрально либо прикреплен флангом, отходящим от 1-го брюшного стернума и достигающим передней части под прикреплением петиоля, например, у Pachycrepoideus, либо с более или менее развитым боковым зубовидным отростком, простирающимся перпендикулярно продольной оси петиоля, например, у Pachyneuron.
Длина представителей «Austroterobiinae» (Austroterobia и Teasienna) 1—2 мм. Основная окраска тела коричневая и чёрная с металлическим отблеском. Формула члеников усика: 11353. Паразитоиды равнокрылых (Coccoidea).
Большинство представителей Pachyneuron являются гиперпаразитами тлей (Aphididae) или других сосущих соки растений полужесткокрылых (Coccoidea, Psylloidea) через их первичных паразитоидов Braconidae или Aphelinidae и Encyrtidae (Chalcidoidea), или являются первичными паразитоидами или гиперпаразитоидами хищников этих вредителей растений (Diptera: Syrphidae, Chamaemyiidae; Coleoptera: Coccinellidae; Neuroptera: Chrysopidae). Некоторые виды также зарегистрированы как куколочные паразитоиды минирующих или образующих галлы Diptera (Agromyzidae, Chloropidae, Cecidomyiidae) или как паразитоиды яиц нескольких семейств Lepidoptera (очевидно, как гиперпаразитоиды), и есть редкие находки из других семейств Diptera, Hymenoptera и Coleoptera.

## Систематика
В 2022 году это в ходе общей реклассификации птеромалид таксон Pachyneurinae был признан старшим сиононимом над Austroterobiinae в объединённом широком составе.
Ранее Austroterobiinae в узком составе включало только 2 рода (Austroterobia и Teasienna), около 15 видов.
- Acroclisoides  Girault & Dodd
- Amblyharma  Huang & Tong
- Austroterobia Girault, 1938
  - Austroterobia achterbergi Mitroiu, 2017 — Юго-Восточная Азия
  - Austroterobia gatesi Mitroiu, 2017 — Коста-Рика (Центральная Америка)
  - Austroterobia heydoni Mitroiu, 2017 — Африка
  - Austroterobia iceryae Bouček, 2004 — Африка
  - Austroterobia maldica Narendran & Das, 2000 — Индия
  - Austroterobia noyesi Mitroiu, 2017 — Африка
  - Austroterobia partibrunnea Girault, 1938 — Австралия
  - Austroterobia partiviridis Mitroiu, 2017 — Австралия
- Canada (род)  Koçak & Kemal
- Coruna  Walker
- Euneura  Walker
- Fusta  Xiao & Ye
- Goidanichium  Bouček
- Golovissima  Dzhanokmen
- Inkaka  Girault
- Metastenus  Walker
- Nazgulia  Hedqvis
- Neotoxeumorpha  Narendran
- Oomara  Delucchi
- Oricoruna  Bouček
- Ottaria  Hedqvist
- Pachycrepoideus  Ashmead
- Pachyneuron Walker, 1833
- Parabruchobius Risbec
- Platecrizotes Ferrière
- Teasienna Heydon, 2004
  - Teasienna africana Mitroiu, 2017 — Африка
  - Teasienna burksi Mitroiu, 2017 — Африка
  - Teasienna eirene Heydon, 2004 — Индия, Юго-Восточная Азия
  - Teasienna gibsoni Mitroiu, 2017 — Африка
  - Teasienna heratyi Mitroiu, 2017 — Африка
- Toxeumorpha Girault